# Frigidocardium sancticaroli
Frigidocardium sancticaroli is een tweekleppigensoort uit de familie van de Cardiidae. De wetenschappelijke naam van de soort is voor het eerst geldig gepubliceerd in 2009 door ter Poorten & Poutiers.